# Franz Reichelt

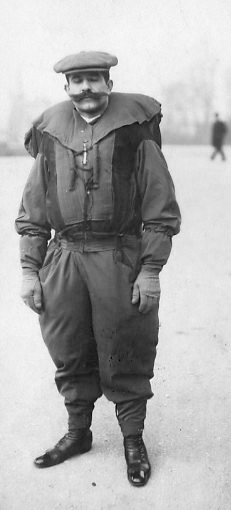
Franz Reichelt in zijn parachute

Franz Reichelt (Wegstädtl, 1879 - Parijs, 4 februari 1912) was een Oostenrijks kleermaker die bekend is geworden vanwege zijn gefilmde dodelijke sprong vanaf de Eiffeltoren.
Reichelt had in 1912 een jas ontworpen waarmee hij beweerde op zijn minst rustig naar beneden te kunnen zeilen zoals met een parachute. Parachutes waren bekend, reeds in 1797 was een succesvolle parachutesprong uitgevoerd. Om zijn gelijk te bewijzen sprong hij vanaf het eerste dek van de Eiffeltoren op een hoogte van 60 meter. De parachute bleek niet geschikt en Reichelt viel voor het oog van de toegestroomde pers mét camera dood neer.
Reichelt had toestemming om een pop te gebruiken voor de test, maar hij sprong zelf. Hij had de vorige dag een testament gemaakt.